# 陳甘雨
陳甘雨（1516年—？），字應時，號少渠，福建興化府莆田縣人，鹽籍，明朝政治人物。

## 生平
福建鄉試第二十九名舉人。嘉靖二十三年（1544年）中式甲辰科會試第二十八名，登第三甲第七十八名進士。嘉靖二十四年（1545年）任山東萊蕪縣知縣。官至德安府知府。

## 事跡
陳甘雨在萊蕪知縣任內，主修嘉靖《萊蕪縣志》，是當地現存最早的縣志。

## 家族
曾祖陳宏雍，七品散官；祖父陳世顯，典史；父陳泉。前母林氏；母方氏。慈侍下。兄甘露。弟甘霖、甘瓠。